# Konče
Kontsje (Macedonisch: Конче) is een gemeente in Noord-Macedonië.
Kontsje telt 3536 inwoners (2002). De oppervlakte bedraagt 233,05 km², de bevolkingsdichtheid is 15,2 inwoners per km².